# Беликур
Беликур (фр. Bellicourt) насеље је и општина у североисточној Француској у региону Пикардија, у департману Ен (Пикардија) која припада префектури Сен Кентен.
По подацима из 2011. године у општини је живело 635 становника, а густина насељености је износила 64,99 становника/km². Општина се простире на површини од 9,77 km². Налази се на средњој надморској висини од 132 метара (максималној 149 m, а минималној 94 m).

## Демографија
| 1962. | 1968. | 1975. | 1982. | 1990. | 1999. | 2011. |
| ----- | ----- | ----- | ----- | ----- | ----- | ----- |
| 609   | 624   | 607   | 640   | 664   | 680   | 635   |

График промене броја становника у току последњих година